# C̴
Cette page contient des caractères spéciaux ou non latins. S’ils s’affichent mal (▯, ?, etc.), consultez la page d’aide Unicode.
Le c̴ tilde inscrit ou c̴ tilde médian, c̴, est un symbole de l’alphabet phonétique international. Il est composé d’un c ‹ c › diacrité d’un tilde médian.

## Utilisation
Matthias Alexander Castrén utilise le c tilde inscrit dans sa grammaire samoyède publiée posthumement en 1854.

## Représentations informatiques
Le c tilde médian peut être représentée avec les caractères Unicode (latin étendu – 1, diacritiques) suivants :
| formes    | représentations | chaînes de caractères | points de code | descriptions                                       | notes |
| --------- | --------------- | --------------------- | -------------- | -------------------------------------------------- | ----- |
| minuscule | c̴               | c◌̴                    | U+0063 U+0334  | lettre minuscule latine c diacritique tilde médian |       |